# Jean-Baptiste Salme
Jean-Baptiste Salme est un général français de la Révolution et de l’Empire, né le 18 novembre 1766 à Aillianville dans la Haute-Marne et mort le 27 mai 1811 à Tarragone, en Espagne.

## Biographie

### Du dragon au général de brigade
Il entre en service le 16 avril 1784 au régiment de Noailles, qu'il quitte le 12 janvier 1791. Il reprend du service le 31 août 1791 comme adjudant au 1er bataillon de volontaires des Vosges. Le 15 avril 1792, il est nommé sous-lieutenant. De 1792 à 1794, il sert à l’armée du Rhin et est blessé le 3 août 1792 à Rulzheim. Le 17 octobre 1793, sans passer par les grades intermédiaires, il devient lieutenant-colonel du 15e bataillon des Vosges et, le 28 octobre 1793, il est nommé chef de brigade à la 3e demi-brigade de bataille de première formation. 
Promu général de brigade le 30 mars 1794 à l’armée du Nord, Salme est blessé le 13 juillet à Malines. Le 20 septembre 1794, il reçoit le commandement de la 4e division de l'armée du Nord, avec laquelle il combat en Belgique et aux Pays-Bas jusqu’en 1797. En avril de la même année, il prend le commandement d’une brigade de dragons à l’armée de Sambre-et-Meuse dans la division du général Klein. Il est finalement relevé de ses fonctions et destitué le 13 septembre 1797. Réintégré le 9 novembre 1798, il est désigné pour faire partie de l’armée d’Orient mais, arrivé à Ancône, il ne trouve pas de bateau pour Alexandrie. Il rejoint donc l’armée de Rome commandée par le général Championnet, puis l’armée de Naples commandée par le général Macdonald. Il y reçoit le commandement de la 1re brigade d’infanterie légère en avril 1799. 
Alors que la campagne contre les Austro-Russes fait rage, Salme est blessé une première fois le 17 juin 1799 à Castel-Giovanni, puis le 19 juin à la bataille de la Trebbia, avant d'être fait prisonnier le 20 juin à Plaisance. Interné en Autriche, il est de retour en France en mars 1801. Le 2 octobre, il est désigné pour faire partie de l’expédition de Saint-Domingue. Élevé au grade de général de division provisoire le 15 mai 1802 par le général Leclerc, il est renvoyé en France le jour même. À son arrivée, il est mis en disponibilité le 22 septembre 1802, passe en non activité le 16 octobre suivant et est finalement admis à la retraite le 26 août 1803.

### Sous l'Empire

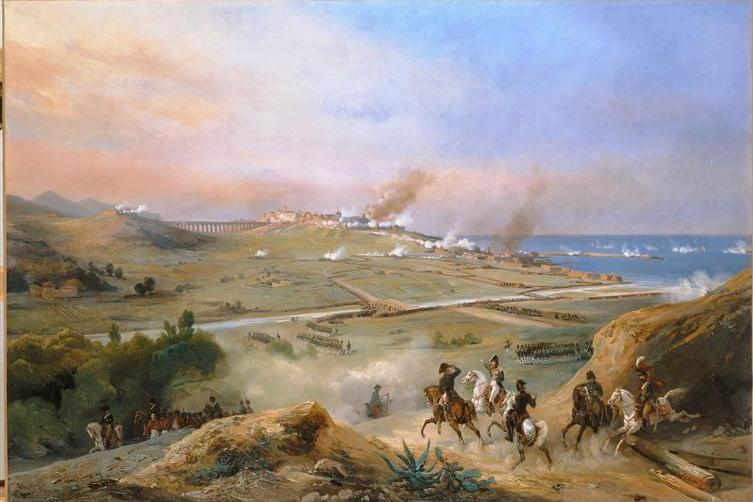
Le siège de Tarragone en 1811, vu par le peintre Jean-Charles-Joseph Rémond. Lors d'une contre-attaque espagnole sur le fort de l'Olivo, le général Salme est tué d'une balle dans la tête.

Salme est rappelé le 8 août 1809 comme commandant d’une brigade de gardes nationaux en Flandre. Le 26 septembre suivant, il est renvoyé une nouvelle fois dans ses foyers. Le 16 avril 1810, à la suite de l'intervention du général Souham, il est affecté à l’armée de Catalogne, où il reçoit le commandement d’une brigade composée des 7e et 16e régiment d’infanterie de ligne. Il se distingue au siège de Tarragone le 5 mai 1811, lorsqu’il attaque les faubourgs de la ville, ainsi que le 6 mai, lors d’une contre-attaque espagnole. Dans la nuit du 13 au 14 mai 1811, il s’empare des retranchements espagnols en avant du fort d’Olivo et est tué d’une balle dans la tête le 27 mai suivant pendant une contre-attaque ennemie, alors qu'il défend sa position. Quelques jours avant sa mort, le 7 mai 1811, il est fait chevalier de la Légion d’honneur. Lors de son inhumation, Napoléon fait déposer dans son cercueil les brevets de général de division et de baron de l'Empire.

## Hommages
Son nom est inscrit sur l'arc de triomphe de l'Étoile, pilier Ouest, 38e colonne.